# Marija Maksakowa
Marija Pietrowna Maksakowa, ros. Мария Петровна Максакова (ur. 20 marca?/2 kwietnia 1902 w Astrachaniu, zm. 11 sierpnia 1974 w Moskwie) – rosyjska śpiewaczka operowa, mezzosopran.

## Życiorys
Była uczennicą Maksimiliana Maksakowa, za którego później wyszła. Debiutowała w wieku 17 lat na scenie operowej w Astrachaniu. W 1923 roku rolą Amneris w Aidzie Giuseppe Verdiego debiutowała na deskach moskiewskiego Teatru Bolszoj, z którym od 1927 roku była związana na stałe do końca swojej kariery w 1953 roku. W latach 1925–1927 występowała również w Państwowym Teatrze Opery i Baletu w Leningradzie. Do jej popisowych ról należały Maryna w Borysie Godunowie, Marfa w Chowańszczyźnie, Paulina w Damie pikowej, Carmen w Carmen, Azucena w Trubadurze, Orfeusz w Orfeuszu i Eurydyce.
Trzykrotnie otrzymała Nagrodę Państwową ZSRR.